# Tantaliet
Het mineraal tantaliet is een ijzer-mangaan-tantalium-oxide met de chemische formule (Fe,Mn)Ta2O6. Het is een van de bestanddelen van coltan. Tantaliet is erg vergelijkbaar met columbiet, maar heeft een duidelijk grotere dichtheid.

## Naamgeving
Tantaliet is genoemd naar het belangrijkste element waaruit het bestaat: tantalium.

## Eigenschappen
Het roestbruine tantaliet heeft een orthorombisch kristalstelsel. Het komt massief voor en er zijn zelden duidelijke kristallen te zien. Het breukvlak is conchoïdaal en heeft een duidelijke splijting volgens het breukvlak [010]. De hardheid is 6 tot 6,5 op de schaal van Mohs en de relatieve dichtheid bedraagt 8,2 g/cm³.
Tantaliet is noch magnetisch, noch radioactief.

## Voorkomen
Tantaliet wordt voornamelijk aangetroffen als secundair mineraal in of op pegmatieten. Het wordt gevonden in onder andere Australië, Namibië, Nigeria, Canada, Madagaskar, Brazilië, Colombia, Noord-Europa en de Verenigde Staten (Maine, Californië, Colorado en Virginia).